# ルドルフ・ヤーコプ・カメラリウス
ルドルフ・ヤーコプ・カメラリウス（Rudolf Jakob Camerarius, 1665年2月12日 - 1721年9月11日）はドイツの植物学者、医師。テュービンゲン生まれで、同地の大学に学び、その地で亡くなった。

## 経歴
テュービンゲン大学で医学を修めたあと、オランダ、イギリス、フランスを旅しなが研究をし1688年にテュービンゲン大学医学教授兼植物園園長に就任した。植物の研究でさまざまな実験をした結果、交雑での品種改良が可能であることを発見した。つまり、トウモロコシを使い雄花を除去したり花から葯を除くと種子の形成が見られないことから、植物でも雄・雌が関与する有性生殖を確認したのである。さらに、1694年、彼は花が生殖器官であることを発表した。ここにおいて、一般に高等動植物では、有性生殖によって子孫が得られることが理解された。そして、動物よりも植物の方が、一度に得られる子孫の数が多いことや子孫の形質を調べやすいので遺伝の研究に植物が利用できることが認識された。もっとも、植物の受精の過程については1870年代に入るまでに明らかにはならなかった。